# Latehar
Latehar ist eine Stadt im indischen Bundesstaat Jharkhand.
Die Stadt ist Hauptort des gleichnamigen Distrikt Latehar. Latehar wird als ein Nagar Panchayat verwaltet. Die Stadt ist in 12 Wards gegliedert.

## Demografie
Die Einwohnerzahl der Stadt liegt laut der Volkszählung von 2011 bei 26.981. Latehar hat ein Geschlechterverhältnis von 914 Frauen pro 1000 Männer und damit einen für Indien üblichen Männerüberschuss. Die Alphabetisierungsrate lag bei 83,8 % im Jahr 2011. Knapp 77 % der Bevölkerung sind Hindus, ca. 16 % sind Muslime und ca. 7 % gehören einer anderen oder keiner Religion an. 14,9 % der Bevölkerung sind Kinder unter 6 Jahren.

## Wirtschaft
Die Wirtschaft wird von Forst- und Landwirtschaft sowie dem Abbau von Rohstoffen dominiert.